# Okolnitsji
Okolnitsji (Russisch: окольничий, akolnitsji) was een oude rang en positie aan het hof van de Russische heersers vanaf de tijd van de Mongoolse invasie in Rusland tot de regeringshervormingen door Peter de Grote. Het woord is afgeleid van het Russische woord voor "dicht bij", in de betekenis van "dicht bij de tsaar zittend".
Tot de taken van de vroegst bekende okolnitsjieje behoorden onder andere het regelen van de reizen en verblijfplaatsen van grootprinsen en tsaren en het onderbrengen en voorstellen van buitenlandse ambassadeurs aan het hof.
Aanvankelijk waren er slechts een paar okolnitsjieje, maar in de loop der tijd groeide hun aantal en verkregen ze meer taken. Een okolnitsji kon een staatskantoor (prikaz) of een regiment leiden, een ambassadeur worden of een lid van de staatsdoema.
Aanvankelijk was de rang van okolnitsji de hoogste binnen het rijk na de rang van bojaar, terwijl ze vaak dezelfde taken uitvoerden.
Volgens het mestnitsjestvo-systeem kon een persoon geen bojaar worden, wanneer iemand anders in zijn familie niet recentelijk de rang van bojaar of okolnitsji had gehad. Hierdoor was de positie van okolnitsji een stap vooruit in het verkrijgen van het bojaarschap door iemand die niet van adellijke afkomst was. Zelfs prins Dmitri Pozjarski, die een geboren Rurikide knjaz was en benoemd was tot "Redder van het Vaderland" onder de tsaristische zegen, kon geen positie hoger dan okolnitjsi verkrijgen, omdat geen van zijn ouders of ooms ooit een positie hoger dan stolnik hadden gehad.
Onder de Romanovs werd aan de 18 adellijkste families uit Moskovië het privilege gegeven om een officiële carrière te beginnen vanaf de rang van okolnitjsi, waarmee ze alle lagere rangen zoals stolnik oversloegen. In dezelfde periode werden de posities van de okolnitjsi meer gevarieerd en kregen enkele van hen (kwartier-okolnitsji of naaste okolnitsji) een hogere rang dan die van niet-naaste bojaren. De termen zijn afgeleid van een semi-officiële classificering, gebaseerd op de nabijheid van de stoel tot de tsaar aan de tafel van de tsaar.